# Poison Pink
Poison Pink (ポイズンピンク Poizun Pinku) được biết với tên Eternal Poison (tạm dịch: Chất độc vĩnh cửu) khi phát hành ra thị trường quốc tế, là trò chơi điện tử thuộc thể loại nhập vai chiến thuật theo lượt do hãng Flight-Plan phát triển chủ yếu, Banpresto phụ trách khâu phát hành và sản xuất cho hệ máy PlayStation 2. Là một game nhập vai lấy bối cảnh hư cấu mang màu sắc u ám, người chơi sẽ hóa thân vào cuộc hành trình đánh bại và thu thập những con quỷ gọi là Majin (魔神 Ma Thần), những con quái vật sau đó có thể được sử dụng làm thành viên trong nhóm đồng đội hoặc đưa trở lại căn cứ để cho các tùy chỉnh khác.
Game được Atlus phát hành ngày 11 tháng 11 năm 2008 tại Bắc Mỹ dưới dạng một bộ hai đĩa bao gồm một CD soundtrack chứa các bài nhạc được lựa chọn.

## Cốt truyện
Thế giới bỗng nhiên trở nên hỗn loạn khi vùng đất ma quỷ Besek chợt xuất hiện. Những sinh vật gọi là Majin trồi lên, tàn phá cuộc sống của con người. Chúng bắt cóc công chúa của Valdia và cầm tù cô ở hang ổ của chúng. Giờ đây, những người ưa mạo hiểm dũng cảm khắp các vùng đã lên đường để khám phá vùng đất quê nhà của bọn Majin. Một số mong muốn giải cứu công chúa; có người lại tìm kiếm danh vọng; có người lại chỉ muốn báo thù mà thôi. Tuy nhiên, có kẻ lại muốn chiếm giữ sức mạnh hắc ám của bọn Majin, khi có lời đồn rằng sâu trong Besek có Eternal Poison (chất độc vĩnh cửu), kho báu huyền thoại có khả năng biến những ham muốn sâu thẳm nhất trở hành hiện thực.

## Nhân vật

### Vai chính
- Thage

Một cô gái bí ẩn với quyền năng đáng kể. Cô bước vào Besek chỉ đề nhằm tìm kiếm chất độc vĩnh cửu (Eternal Poison).
- Raki

Một tên Majin uyên bác và là thuộc hạ của Thage. Trong số các Majin khác, hắn được biết đến với cái tên Ranunculus Sói Bạc.
- Retica

Một chú bé bước chân vào Besek nhằm mục đích trả thù. Cậu buộc phải tham gia nhóm của Thage để chống lại ý nguyện của mình.

#### Truyện Olifen
- Olifen

Olifen là chỉ huy đội hiệp sĩ Valdia. Anh dấn thân vào Besek với hy vọng giải cứu được vị hôn thê của mình là công chúa Lenarshe.
- Logue

Một hiệp sĩ và là bạn thời thơ ấu của Olifen.
- Levatte

Một tu sĩ đoan chính. Anh được coi là một ứng cử viên có khả năng trở thành Giáo hoàng vào một ngày kia, thế nhưng lý do đặt chân đến Besek có thể không được cao quý như vậy.
- Marie

Một người bạn thời thơ ấu của Olifen.

#### Truyện Ashley
- Ashley

Một người bảo trợ tín ngưỡng đầy ý chí kiên cường từ Giáo hội Valdia. Cô đến Besek chỉ để tìm kiếm người thầy của mình tên là Leto.
- Glynne

Bạn thời thơ ấu của Ashley và là bạn đồng hành cùng cô.
- Reyna

Một người bảo trợ với một quá khứ mơ hồ bị buộc phải tham gia nhóm của Ashley. Chiếm được lòng tin của Glynne là điều không mấy dễ dàng với cô ấy.

#### Số khác
- Valdus

Vua xứ Valdia. Từ sau sự biến mất của cô con gái yêu dấu, ông đã tự nhốt mình trong phòng ngủ ở hoàng cung.
- Lenarshe

Người thừa kế ngôi vua Valdia, một thời gian ngắn sau khi hứa hôn với sĩ quan chỉ huy Olifen, cô đã bị đám Majin bắt cóc.
- Duphaston

Một viên bá tước trẻ trung với vẻ quyến rũ. Hắn thường giúp đỡ những ai bước vào Besek, nhưng có thể hắn đang có những mưu tính của riêng mình...
- Rondemion

Một lính đánh thuê lang thang. Ông có cái tên trùng với tên của vị anh hùng trong truyền thuyết, người được cho là đã chết trong khi giết một con Majin tên là Morpheus.
- Leto

Một linh mục có uy tín và người cố vấn của Ashley. Leto và những người trung thành với hắn đã bắt đầu thành lập một giáo phái mới bên trong Giáo hội Valdia, mục đích là để tìm kiếm cải cách. Gần đây, Leto đã biến mất trong khi điều tra Besek.
- Uzakori

Một trưởng lão của bộ tộc Koona. Ông là chủ tiệm uzaporium, nơi dành riêng để bán các món đồ tốt nhất và độc nhất có thể mua được bằng tiền.
- Archaya

Chủ tiệm bí ẩn của nhà Traviata. Cô ấy khá am hiểu về Majin và có thể giúp người chơi trích xuất và tinh chỉnh máu của các sinh vật thành các chất hữu ích hơn.
- Iryth

Chủ quán trọ Libertine, thường hối hả với các thông tin và những tay phiêu lưu tới thuê trọ. Cô nổi tiếng với những trò mini-game đầy tính thử thách mà cô hay giở trò với khách hàng của mình.

#### Lính đánh thuê
- Alexei

Có biệt danh là "Tướng Thú". Hắn chỉ có hai niềm đam mê trên đời là được ăn uống no nê và xông pha trận mạc.
- Irina

Một hiệp sĩ chính trực của Valdia. Cô ấy có một ý thức trách nhiệm và tính công minh mạnh mẽ, và cô ấy đã đến Besek để giúp bảo vệ cho bất kỳ ai tới nhờ vả.
- Ares

Một tên lính đánh thuê hiếu danh, chỉ trực chờ tìm kiếm hiểm nguy và các đồng đội. Được cảnh báo mặc dù: Ares khao khát một cuộc phiêu lưu mang đầy tính thử thách cao độ trong một nơi chốn quá xa xôi...
- Ossa,Toma,Pata

Các thành viên đáng sợ của bộ tộc Koona với sự âu yếm mang tính chết người, và họ rất mệt mỏi vì Majin đã ăn những người anh em của họ. Mỗi người bọn họ khá thành thạo trong việc sử dụng các loại vũ khí khác nhau.
- Stein

Một tu sĩ hắc ám. Tuy có đôi lúc hơi kiêu căng và lạnh lùng, nhưng lại rất hữu dụng khi phải đối mặt trên chiến trường...miễn người chơi có thể chịu đựng được tính khí của hắn.
- Velnor

Một chiến binh từ miền Stag, kẻ thù tự nhiên của Valdia. Không ai biết lý do tại sao cô lại đến Besek, tuy vậy cô ấy lại là một đồng minh đáng tin cậy.
- Vivian

Chị gái của Velnor. Cô ấy rất chịu khó luyện tập và chẳng mấy chốc đã leo lên hàng ngũ để rồi sớm trở thành một người lính có thứ hạng hàng đầu của quê hương mình.

## Đón nhận
| Review Site | Score |
| ----------- | ----- |
| 1UP.com     | B-    |